# Melittia haematopis
Melittia haematopis is een vlinder uit de familie wespvlinders (Sesiidae), onderfamilie Sesiinae.
Melittia haematopis is voor het eerst wetenschappelijk beschreven door Fawcett in 1916. De soort komt voor in het Afrotropisch gebied.